# Dresdner Sportclub 1898 2023-2024 (pallavolo femminile)
Questa voce raccoglie le informazioni riguardanti il Dresdner Sportclub 1898 nelle competizioni ufficiali della stagione 2023-2024.

## Stagione
Il Dresdner Sportclub 1898 partecipa alla stagione 2023-24 senza alcuna denominazione sponsorizzata.
Si classifica al quarto terzo posto nella regular season di 1. Bundesliga, accedendo così ai play-off scudetto, dove perde in semifinale contro il MTV Stoccarda: i due club si sfidano anche nelle semifinali di Coppa di Germania, con un'altra affermazione per le rivali.
In ambito europeo è di scena in Coppa CEV, dove viene estromesso dalla corsa al titolo al turno play-off dalle svizzere del Neuchâtel.

## Organigramma societario
Area direttiva
- Presidente: Jörg Dittrich

Area tecnica
- Allenatore: Alexander Waibl
- Allenatore in seconda: Vladimir Kapriš
- Assistente allenatore: Łukasz Marciniak
- Scoutman: Max Filip

Area sanitaria
- Medico: Attila Höhne, Tino Lorenz
- Fisioterapista: Johannes Bendler, Verena Biegel, Clemens Hanske, Eva Rodemann

## Rosa
| N° | Nome                  | Ruolo | Data di nascita   | Nazionalità sportiva |
| -- | --------------------- | ----- | ----------------- | -------------------- |
| 1  | Pia Timmer            | S     | 30 maggio 2001    | Germania             |
| 2  | Larissa Winter        | P     | 12 aprile 2004    | Germania             |
| 3  | Hester Jasper         | S     | 7 maggio 2001     | Paesi Bassi          |
| 4  | Nathalie Lemmens      | C     | 12 marzo 1995     | Belgio               |
| 5  | Lotte Goertz          | L     | 29 gennaio 2005   | Germania             |
| 6  | Jennifer Geerties     | S     | 5 aprile 1994     | Germania             |
| 8  | Famke Boonstra        | S     | 23 settembre 2001 | Paesi Bassi          |
| 9  | Lena Linke            | C     | 18 dicembre 2003  | Germania             |
| 10 | Lara Berger           | O     | 2 novembre 2001   | Germania             |
| 11 | Grace Frohling        | O     | 16 aprile 2001    | Stati Uniti          |
| 14 | Tia Jimerson          | C     | 30 giugno 1999    | Stati Uniti          |
| 15 | Aleksandra Jegdić     | L     | 9 ottobre 1994    | Serbia               |
| 16 | Juliette Fidon-Lebleu | S     | 28 ottobre 1996   | Francia              |
| 18 | Sarah Straube         | P     | 26 aprile 2002    | Germania             |
| 20 | Anna Busch            | S     | 30 giugno 2005    | Germania             |
| 21 | Hanna Kögler          | S     | 2 ottobre 2004    | Germania             |
| 22 | Mette Pfeffer         | C     | 12 luglio 2005    | Germania             |

## Mercato
| Acquisti                               | Acquisti              | Acquisti         | Acquisti   |
| R.                                     | Nome                  | da               | Modalità   |
| -------------------------------------- | --------------------- | ---------------- | ---------- |
| S                                      | Famke Boonstra        | Brabo            | definitivo |
| S                                      | Juliette Fidon-Lebleu | Suhl             | definitivo |
| O                                      | Grace Frohling        | San Diego        | definitivo |
| L                                      | Lotte Goertz          | Olympia Dresden  | definitivo |
| S                                      | Hester Jasper         | Potsdam          | definitivo |
| L                                      | Aleksandra Jegdić     | Potsdam          | definitivo |
| C                                      | Tia Jimerson          | Porto            | definitivo |
| C                                      | Nathalie Lemmens      | Dinamo Bucarest  | definitivo |
| P                                      | Larissa Winter        | Olympia Dresden  | definitivo |
| Trasferimenti nel corso della stagione |                       |                  |            |
| S                                      | Pia Timmer            | Washington State | definitivo |

| Cessioni | Cessioni        | Cessioni      | Cessioni   |
| R.       | Nome            | a             | Modalità   |
| -------- | --------------- | ------------- | ---------- |
| S        | Linda Bock      | -             | ritirata   |
| L        | Sophie Dreblow  | Grimma        | definitivo |
| P        | Květa Grabovská | PTSV Aachen   | definitivo |
| O        | Mika Grbavica   | -             | ritirata   |
| C        | Kayla Haneline  | MTV Stoccarda | definitivo |
| O        | Marie Hänle     | Suhl          | definitivo |
| L        | Elisa Lohmann   | Pampow        | definitivo |
| S        | Annick Meijers  | -             | ritirata   |
| S        | Ágnes Pallag    | MÁV Előre     | definitivo |
| C        | Monique Strubbe | MTV Stoccarda | definitivo |
| S        | Julia Wesser    | -             | ritirata   |

## Risultati

### 1. Bundesliga

#### Girone di andata
| 1ª giornata - 7 ottobre 2023 Margon Arena, Dresda                           | Dresdner      | 0 - 3 | Potsdam     | 24-26, 20-25, 22-25               |
| 2ª giornata - 11 ottobre 2023 Platz der Deutschen Einheit, Wiesbaden        | Wiesbaden     | 0 - 3 | Dresdner    | 21-25, 21-25, 17-25               |
| 3ª giornata - 30 dicembre 2023 Margon Arena, Dresda                         | Dresdner      | 3 - 1 | Münster     | 25-17, 21-25, 25-23, 25-19        |
| 4ª giornata - 28 ottobre 2023 Ballsporthalle, Vilsbiburg                    | Vilsbiburg    | 1 - 3 | Dresdner    | 17-25, 25-19, 21-25, 18-25        |
| 5ª giornata - 11 novembre 2023 Margon Arena, Dresda                         | Dresdner      | 3 - 2 | Suhl        | 25-20, 24-26, 19-25, 25-21, 15-10 |
| 6ª giornata - 18 novembre 2023 SCHARRena, Stoccarda                         | MTV Stoccarda | 1 - 3 | Dresdner    | 23-25, 25-23, 16-25, 23-25        |
| 7ª giornata - 25 novembre 2023 Sporthalle des Rhein-Wied-Gymnasium, Neuwied | Neuwied       | 0 - 3 | Dresdner    | 17-25, 17-25, 22-25               |
| 8ª giornata - 2 dicembre 2023 Margon Arena, Dresda                          | Dresdner      | 3 - 1 | PTSV Aachen | 22-25, 25-19, 25-22, 25-15        |
| 9ª giornata - 9 dicembre 2023 ARENA Schwerin, Schwerin                      | Schweriner    | 3 - 0 | Dresdner    | 25-13, 25-17, 25-14               |

#### Girone di ritorno
| 10ª giornata - 16 dicembre 2023 MBS Arena Potsdam, Potsdam              | Potsdam     | 2 - 3 | Dresdner      | 26-24, 17-25, 19-25, 26-24, 11-15 |
| 11ª giornata - 22 dicembre 2023 Margon Arena, Dresda                    | Dresdner    | 3 - 0 | Wiesbaden     | 25-15, 25-18, 25-21               |
| 12ª giornata - 21 ottobre 2023 Sporthalle Berg Fidel, Münster           | Münster     | 0 - 3 | Dresdner      | 18-25, 18-25, 18-25               |
| 13ª giornata - 6 gennaio 2024 Margon Arena, Dresda                      | Dresdner    | 3 - 0 | Vilsbiburg    | 25-20, 26-24, 25-10               |
| 14ª giornata - 13 gennaio 2024 Sporthalle Wolfsgrube, Suhl              | Suhl        | 3 - 2 | Dresdner      | 25-15, 20-25, 16-25, 26-24, 15-11 |
| 15ª giornata - 20 gennaio 2024 Margon Arena, Dresda                     | Dresdner    | 1 - 3 | MTV Stoccarda | 21-25, 25-23, 20-25, 17-25        |
| 16ª giornata - 24 gennaio 2024 Margon Arena, Dresda                     | Dresdner    | 3 - 0 | Neuwied       | 25-10, 25-11, 25-7                |
| 17ª giornata - 27 gennaio 2024 Sporthalle Neuköllner Straße, Aquisgrana | PTSV Aachen | 3 - 2 | Dresdner      | 26-24, 13-25, 24-26, 25-18, 15-10 |
| 18ª giornata - 3 febbraio 2024 Margon Arena, Dresda                     | Dresdner    | 1 - 3 | Schweriner    | 29-31, 25-23, 23-25, 11-25        |

#### Turno intermedio - Gruppo A (1-5)
| 1ª giornata - 10 febbraio 2024 ARENA Schwerin, Schwerin | Schweriner    | 3 - 2 | Dresdner | 21-25, 24-26, 28-26, 27-25, 15-7  |
| 2ª giornata - 17 febbraio 2024 Margon Arena, Dresda     | Dresdner      | 3 - 2 | Suhl     | 25-23, 25-18, 22-25, 20-25, 15-10 |
| 3ª giornata - 25 febbraio 2024 SCHARRena, Stoccarda     | MTV Stoccarda | 2 - 3 | Dresdner | 22-25, 25-20, 21-25, 25-20, 10-15 |
| 5ª giornata - 16 marzo 2024 Margon Arena, Dresda        | Dresdner      | 3 - 1 | Potsdam  | 21-25, 25-18, 25-13, 25-20        |

#### Play-off scudetto
| Quarti di finale (gara 1) - 23 marzo 2024 Margon Arena, Dresda                   | Dresdner      | 2 - 3 | Wiesbaden     | 26-28, 28-26, 25-15, 23-25, 19-21 |
| Quarti di finale (gara 2) - 27 marzo 2024 Platz der Deutschen Einheit, Wiesbaden | Wiesbaden     | 0 - 3 | Dresdner      | 22-25, 20-25, 18-25               |
| Quarti di finale (gara 3) - 30 marzo 2024 Margon Arena, Dresda                   | Dresdner      | 3 - 1 | Wiesbaden     | 13-25, 25-20, 25-19, 25-22        |
| Semifinali (gara 1) - 3 aprile 2024 SCHARRena, Stoccarda                         | MTV Stoccarda | 3 - 0 | Dresdner      | 25-20, 25-18, 25-23               |
| Semifinali (gara 2) - 6 aprile 2024 Margon Arena, Dresda                         | Dresdner      | 0 - 3 | MTV Stoccarda | 18-25, 16-25, 16-25               |

### Coppa di Germania
| Ottavi di finale - 4 novembre 2023 Diesterweg-Sporthalle, Stralsund | Stralsund II | 0 - 3 | Dresdner      | 15-25, 12-25, 10-25        |
| Quarti di finale - 22 novembre 2023 Margon Arena, Dresda            | Dresdner     | 3 - 0 | Suhl          | 25-22, 25-22, 25-16        |
| Semifinali - 14 dicembre 2023 Margon Arena, Dresda                  | Dresdner     | 1 - 3 | MTV Stoccarda | 15-25, 25-23, 26-28, 13-25 |

### Coppa CEV
| Sedicesimi di finale (andata) - 8 novembre 2023 Centro Insular, Las Palmas de Gran Canaria | JAV Olímpico | 0 - 3 | Dresdner     | 23-25, 21-25, 30-32               |
| Sedicesimi di finale (ritorno) - 15 novembre 2023 Margon Arena, Dresda                     | Dresdner     | 3 - 0 | JAV Olímpico | 25-21, 25-15, 25-23               |
| Ottavi di finale (andata) - 29 novembre 2023 Margon Arena, Dresda                          | Dresdner     | 3 - 0 | Schweriner   | 30-28, 25-23, 25-22               |
| Ottavi di finale (ritorno) - 5 dicembre 2023 ARENA Schwerin, Schwerin                      | Schweriner   | 1 - 3 | Dresdner     | 25-16, 22-25, 21-25, 20-25        |
| Play-off (andata) - 10 gennaio 2024 Halle de Sports de la Riveraine, Neuchâtel             | Neuchâtel    | 2 - 3 | Dresdner     | 25-21, 20-25, 25-18, 18-25, 11-15 |
| Play-off (ritorno) - 17 gennaio 2024 Margon Arena, Dresda                                  | Dresdner     | 1 - 3 | Neuchâtel    | 20-25, 25-13, 18-25, 22-25        |

## Statistiche

### Statistiche di squadra
| Competizione      | Punti | In casa | In casa | In casa | In trasferta | In trasferta | In trasferta | Totale | Totale | Totale |
| Competizione      | Punti | G       | V       | P       | G            | V            | P            | G      | V      | P      |
| ----------------- | ----- | ------- | ------- | ------- | ------------ | ------------ | ------------ | ------ | ------ | ------ |
| 1. Bundesliga     | 36/14 | 14      | 9       | 5       | 13           | 8            | 5            | 27     | 17     | 10     |
| Coppa di Germania | -     | 2       | 1       | 1       | 1            | 1            | 0            | 3      | 2      | 1      |
| Coppa CEV         | -     | 3       | 2       | 1       | 3            | 3            | 0            | 6      | 5      | 1      |
| Totale            | -     | 19      | 12      | 7       | 17           | 12           | 5            | 36     | 24     | 12     |

G = partite giocate; V = partite vinte; P = partite perse

### Statistiche dei giocatori
| Giocatrice      | 1. Bundesliga | 1. Bundesliga | 1. Bundesliga | 1. Bundesliga | 1. Bundesliga | Coppa di Germania | Coppa di Germania | Coppa di Germania | Coppa di Germania | Coppa di Germania | Coppa CEV | Coppa CEV | Coppa CEV | Coppa CEV | Coppa CEV | Totale | Totale | Totale | Totale | Totale |
| Giocatrice      | P             | PT            | AV            | MV            | BV            | P                 | PT                | AV                | MV                | BV                | P         | PT        | AV        | MV        | BV        | P      | PT     | AV     | MV     | BV     |
| --------------- | ------------- | ------------- | ------------- | ------------- | ------------- | ----------------- | ----------------- | ----------------- | ----------------- | ----------------- | --------- | --------- | --------- | --------- | --------- | ------ | ------ | ------ | ------ | ------ |
| L. Berger       | 14            | 100           | 86            | 7             | 7             | 0                 | 0                 | 0                 | 0                 | 0                 | 3         | 3         | 3         | 0         | 0         | 17     | 103    | 89     | 7      | 7      |
| F. Boonstra     | 7             | 38            | 34            | 2             | 2             | 1                 | 1                 | 1                 | 0                 | 0                 | 1         | 4         | 4         | 0         | 0         | 9      | 43     | 39     | 2      | 2      |
| A. Busch        | -             | -             | -             | -             | -             | 0                 | 0                 | 0                 | 0                 | 0                 | -         | -         | -         | -         | -         | 0      | 0      | 0      | 0      | 0      |
| J. Fidon-Lebleu | 0             | 0             | 0             | 0             | 0             | 0                 | 0                 | 0                 | 0                 | 0                 | -         | -         | -         | -         | -         | 0      | 0      | 0      | 0      | 0      |
| G. Frohling     | 22            | 301           | 266           | 17            | 18            | 2                 | 29                | 26                | 1                 | 2                 | 5         | 76        | 68        | 7         | 1         | 29     | 406    | 360    | 25     | 21     |
| J. Geerties     | 25            | 298           | 246           | 35            | 17            | 2                 | 21                | 18                | 1                 | 2                 | 6         | 66        | 55        | 4         | 7         | 33     | 385    | 319    | 40     | 26     |
| L. Goertz       | 6             | 1             | 1             | 0             | 0             | 0                 | 0                 | 0                 | 0                 | 0                 | 4         | 0         | 0         | 0         | 0         | 10     | 1      | 1      | 0      | 0      |
| H. Jasper       | 26            | 223           | 193           | 13            | 17            | 2                 | 21                | 18                | 2                 | 1                 | 6         | 50        | 37        | 8         | 5         | 34     | 294    | 248    | 23     | 23     |
| A. Jegdić       | 24            | 0             | 0             | 0             | 0             | 2                 | 0                 | 0                 | 0                 | 0                 | 5         | 0         | 0         | 0         | 0         | 31     | 0      | 0      | 0      | 0      |
| T. Jimerson     | 24            | 326           | 229           | 76            | 21            | 2                 | 19                | 13                | 6                 | 0                 | 6         | 61        | 36        | 25        | 0         | 32     | 406    | 278    | 107    | 21     |
| H. Kögler       | -             | -             | -             | -             | -             | 0                 | 0                 | 0                 | 0                 | 0                 | -         | -         | -         | -         | -         | 0      | 0      | 0      | 0      | 0      |
| N. Lemmens      | 26            | 253           | 176           | 48            | 29            | 2                 | 19                | 11                | 5                 | 3                 | 6         | 51        | 32        | 12        | 7         | 34     | 323    | 219    | 65     | 39     |
| L. Linke        | 16            | 42            | 22            | 8             | 12            | 2                 | 0                 | 0                 | 0                 | 0                 | 4         | 8         | 2         | 5         | 1         | 22     | 50     | 24     | 13     | 13     |
| M. Pfeffer      | -             | -             | -             | -             | -             | 0                 | 0                 | 0                 | 0                 | 0                 | -         | -         | -         | -         | -         | 0      | 0      | 0      | 0      | 0      |
| S. Straube      | 23            | 62            | 27            | 13            | 22            | 2                 | 7                 | 1                 | 2                 | 4                 | 6         | 21        | 3         | 8         | 10        | 31     | 90     | 31     | 23     | 36     |
| P. Timmer       | 15            | 82            | 63            | 6             | 13            | 0                 | 0                 | 0                 | 0                 | 0                 | 2         | 20        | 14        | 2         | 4         | 17     | 102    | 77     | 8      | 17     |
| L. Winter       | 25            | 17            | 1             | 1             | 15            | 2                 | 0                 | 0                 | 0                 | 0                 | 6         | 3         | 1         | 0         | 2         | 33     | 20     | 2      | 1      | 17     |

P = presenze; PT = punti totali; AV = attacchi vincenti; MV = muri vincenti; BV = battute vincenti